# 锡夫里昂蒙塔涅
锡夫里昂蒙塔涅（法語：Civry-en-Montagne，法語發音：[sivʁi ɑ̃ mɔ̃taɲ]，意为“山中的锡夫里”）是法国科多尔省的一个市镇，属于博讷区。

## 地理
锡夫里昂蒙塔涅（47°17'29"N, 4°36'41"E）面积7.7 平方千米，位于法国勃艮第-弗朗什-孔泰大區科多尔省，该省份为法国中东部省份，北起奥布省，西接涅夫勒省和约讷省，南至索恩-卢瓦尔省，东南接汝拉省，东临上索恩省，东北部与上马恩省接壤。
与锡夫里昂蒙塔涅接壤的市镇（或旧市镇、城区）包括：格罗布瓦昂蒙塔涅、克雷昂塞、欧苏瓦地区普伊、瑟马雷、欧比尼莱松贝农、贝勒诺苏普伊、马尔特鲁瓦。

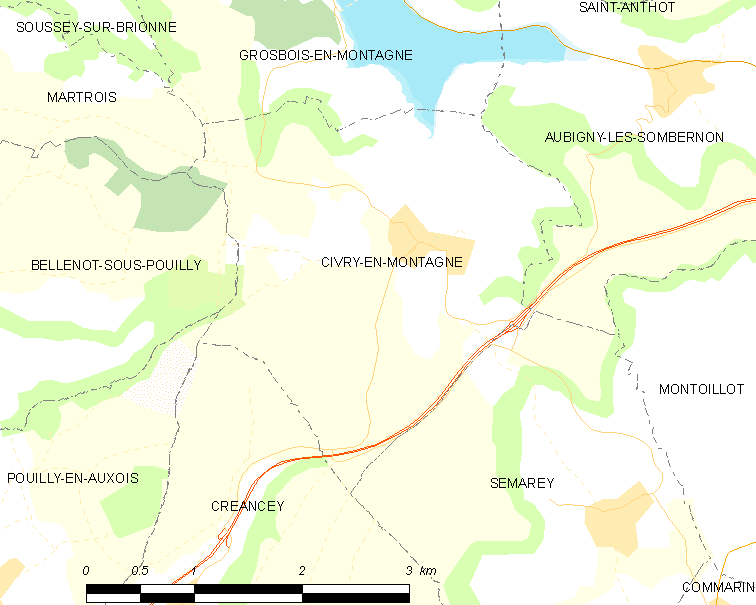
锡夫里昂蒙塔涅的OSM定位图

锡夫里昂蒙塔涅的时区为UTC+01:00、UTC+02:00（夏令时）。

## 行政
锡夫里昂蒙塔涅的邮政编码为21320，INSEE市镇编码为21176。

## 政治
锡夫里昂蒙塔涅所属的省级选区为阿尔奈勒迪克县。

## 人口

1962-2008年间锡夫里昂蒙塔涅人口变化图示

锡夫里昂蒙塔涅于2022年1月1日时的人口数量为129人。